# Panicum porphyrrhizos
Panicum porphyrrhizos är en gräsart som beskrevs av Ernst Gottlieb von Steudel. Panicum porphyrrhizos ingår i släktet vipphirser, och familjen gräs. Inga underarter finns listade i Catalogue of Life.